# 德谢斯
德谢斯（法語：Deux-Chaises，法語發音：[dø ʃɛz]）是法国阿列省的一个市镇，位于该省中部，属于穆兰区。

## 地理
德谢斯（46°22'48"N, 3°2'15"E）面积41.01 平方千米，位于法国奥弗涅-罗讷-阿尔卑斯大区阿列省，该省份为法国中部省份，北起涅夫勒省、西北接谢尔省，西南至克勒兹省，南至多姆山省，东南临卢瓦尔省，东临索恩-卢瓦尔省。
与德谢斯接壤的市镇（或旧市镇、城区）包括：沙普、勒蒙泰、圣索尔南、萨兹雷、勒泰伊、特龙热、武萨克。

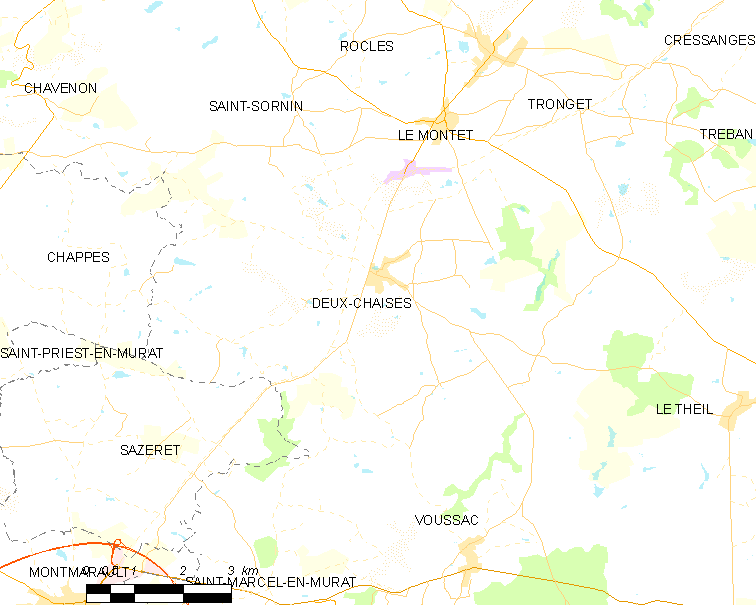
德谢斯的OSM定位图

德谢斯的时区为UTC+01:00、UTC+02:00（夏令时）。

## 行政
德谢斯的邮政编码为03240，INSEE市镇编码为03099。

## 政治
德谢斯所属的省级选区为苏维尼县。

## 人口

1962-2008年间德谢斯人口变化图示

德谢斯于2022年1月1日时的人口数量为380人。